# Bob Taylor (darter)
Bob Taylor (Aberdeen, 15 januari 1960) is een Schots darter met als bijnaam The Bear.
Taylor deed elf keer mee in de BDO World Darts Championship. Hij verloor zeven keer in de eerste ronde van zijn eerste acht deelnamens. Zijn eerste overwinning was in 1994 tegen de Amerikaan Tony Payne waarna hij verloor in de tweede ronde van Martin Adams. In 2002 versloeg Taylor, John Ferrell en Co Stompé om de kwartfinale te bereiken. Taylor verloor daarin van de uiteindelijke winnaar Tony David. In 2003 bereikt Taylor weer de kwartfinale op de Lakeside. Taylor wint in de eerste ronde van Peter Hunt en in de tweede ronde van Martin Adams alvorens te verliezen van Gary Anderson. Zijn laatste Lakeside optreden was in 2004. Taylor verliest in de eerste ronde van Paul Hogan.
Taylor was ook een kwartfinalist op de Winmau World Masters in 2001. Taylor versloeg Liam Miley en Ernest Brown alvorens te verliezen van de uiteindelijke finalist Jarkko Komula uit Finland. Taylor won in 1993 de Noorwegen Open en in 2001 de Finse Open.

## Resultaten op Wereldkampioenschappen

### BDO
- 1991: Laatste 32 (verloren van Mike Gregory met 2-3)
- 1994: Laatste 16 (verloren van Martin Adams met 1-3)
- 1995: Laatste 32 (verloren van Paul Williams met 0-3)
- 1996: Laatste 32 (verloren van Ian Brand met 0-3)
- 1997: Laatste 32 (verloren van Les Wallace met 1-3)
- 1998: Laatste 32 (verloren van Roger Carter met 1-3)
- 2000: Laatste 32 (verloren van Ted Hankey met 0-3)
- 2001: Laatste 32 (verloren van Wayne Jones met 0-3)
- 2002: Kwartfinale (verloren van Tony David met 4-5)
- 2003: Kwartfinale (verloren van Gary Anderson met 0-5)
- 2004: Laatste 32 (verloren van Paul Hogan met 0-3)

### WDF
- 1997: Laatste 32 (verloren van Geoff Wylie met 2-4)
- 1999: Laatste 64 (verloren van Rick Arnott met 2-4)
- 2001: Laatste 128 (verloren van Demetris Georgiou met 2-4)